# Paraphymatoceros fimbriatus
Paraphymatoceros fimbriatus là một loài rêu trong họ Anthocerotaceae. Loài này được Gottsche Stotler mô tả khoa học đầu tiên năm 2008.